# Gerd Albrecht

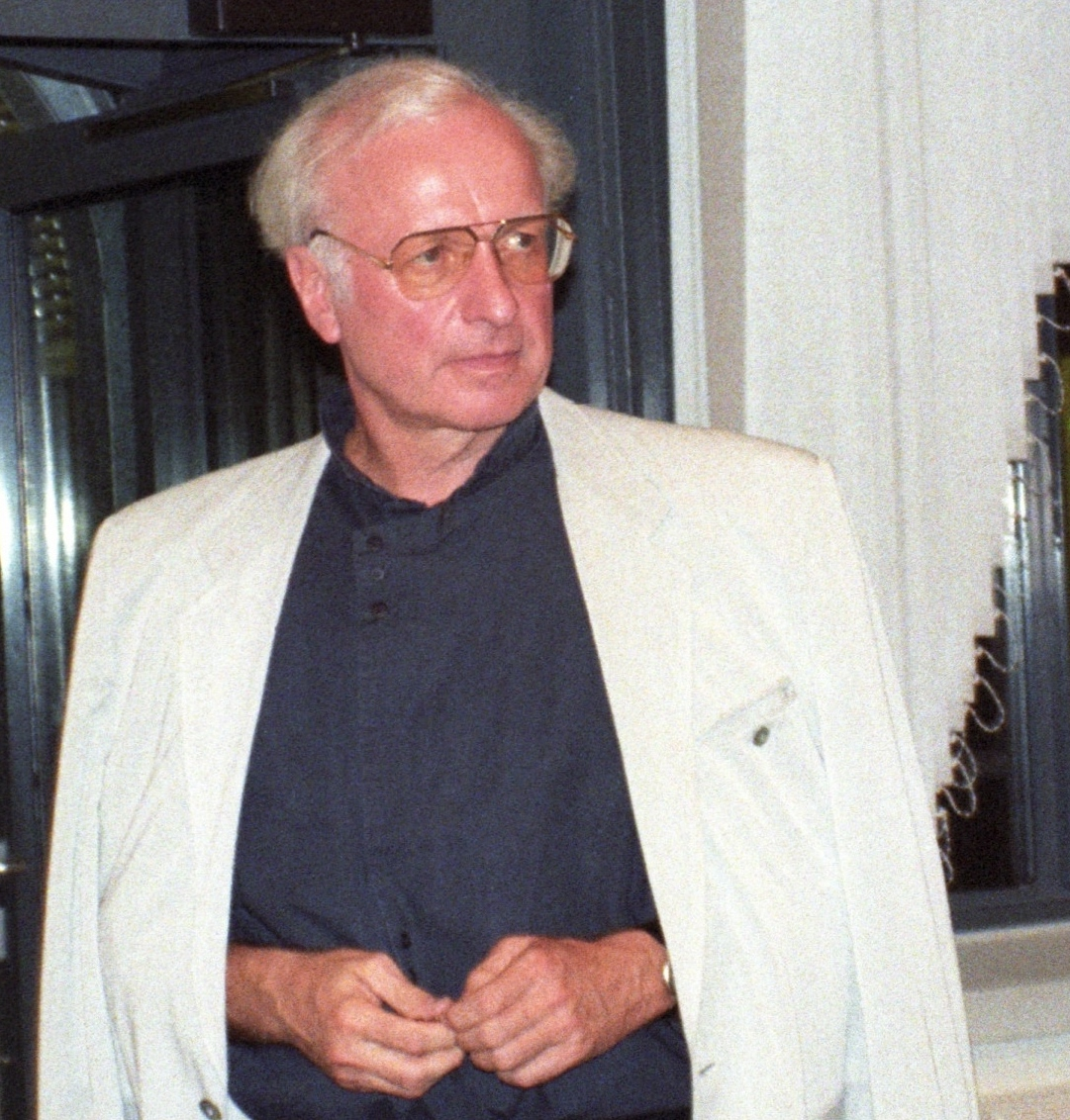
Gerd Albrecht

Gerd Albrecht (Essen, 19 luglio 1935 – Berlino, 2 febbraio 2014) è stato un direttore d'orchestra tedesco.

## Biografia
Figlio del musicologo Hans Albrecht (1902-1961)  studiò musica a Kiel e ad Amburgo con Wilhelm Brückner-Rüggeberg. Vinse il primo premio all'International Besançon Competition for Young Conductors all'età di 22 anni.
La sua prima occupazione fu quella di maestro ripetitore all'Opera di Stoccarda.  Successivamente divenne direttore di cappella allo Staatstheater Mainz e direttore principale a Lubecca.
Nel 1966 dirige Armide di Christoph Willibald Gluck a Schwetzingen per la Bayerische Staatsoper e nel 1967 la prima assoluta di Telemanniana di Hans Werner Henze nel Philharmonie Berlin.
Nel 1972 dirige Hans Heiling di Heinrich Marschner con Bernd Weikl per la radio RAI.
Fu poi direttore alla Deutsche Oper Berlin dal 1972 al 1974, all'Orchestra della Tonhalle di Zurigo dal 1975 al 1980 ed all'Opera di Amburgo.
Nel 1975 dirige la prima assoluta di Das Geheimnis des entwendeten Briefes di Boris Blacher al Deutsche Oper Berlin.
Allo Staatsoper di Vienna debutta nel 1976 dirigendo Les Troyens con Helga Dernesch, Christa Ludwig e Nikola Gjuzelev, poi Boris Godunov con Nicolai Ghiaurov e Sena Jurinac e nel 1977 Salomè (opera) con Gwyneth Jones e Bernd Weikl.
Al Festival di Salisburgo debutta nel 1977 dirigendo Jeanne d'Arc au bûcher di Arthur Honegger, il Concerto per violoncello n. 2 in Si minore di Antonín Dvořák con Leonard Rose e la Sinfonia n. 2 di Robert Schumann con i Wiener Philharmoniker.
Nel 1978 dirige Elettra (Strauss) e Jenůfa a Vienna e Lear di Aribert Reimann con Dietrich Fischer-Dieskau al Bayerische Staatsoper.
Nel 1979 a Vienna dirige Il trittico con Walter Berry, Erich Kunz e Renato Bruson ed Il giuramento (opera) con Agnes Baltsa, Mara Zampieri e Plácido Domingo.
Nel 1980 a Salisburgo dirige Karl V di Ernst Křenek, nel 1981 a Vienna La Juive con José Carreras, Cesare Siepi e Chris Merritt, a Salisburgo nel 1982 Penthesilea di Othmar Schoeck e nel 1984 Die Gezeichneten di Franz Schreker, nel 1986 Troades di Reimann al Bayerische Staatsoper e nel 1991 Der ferne Klang di Schreker con Catherine Malfitano a Vienna arrivando a 113 recite viennesi.
Si occupò anche di musica contemporanea dirigendo in prima mondiale e poi in prima negli Stati Uniti l'opera Lear di Aribert Reimann dirigendone anche la prima registrazione discografica. Fra le altre sue incisioni la  Genoveva e il Manfred di Robert Schumann, oltre alla prima registrazione dell'opera di Hans Werner Henze, Gogo no Eiko in versione giapponese.

### Controversia all'Orchestra Filarmonica Ceca
Nel 1991, i professori dell'Orchestra Filarmonica Ceca imposero Albrecht come loro direttore principale, il primo non ceco in quella posizione, per un periodo sette anni a partire dal 1993.
L'orchestra ebbe un ruolo importante nel protestare contro la dominazione sovietica del loro paese e nella riorganizzazione del complesso come entità autonoma. La scelta del musicista Albrecht significava la sostituzione del direttore d'orchestra ceco Jiří Bělohlávek, che poi nel 1992 si dimise dal suo incarico. Di conseguenza, nel momento in cui assunse l'incarico, l'orchestra era già un po' lacerata. Albrecht si dimostrò abile nel migliorare le finanze della Filarmonica Ceca e nell'accrescere il suo profilo internazionale con tournée all'estero. Gli è riconosciuto di aver apportato un successo musicale, e le sue registrazioni con l'orchestra comprendeva musiche di Erwin Schulhoff. Comunque, una serie di questioni politiche lo portarono alle dimissioni.
Nel 1994 l'orchestra venne invitata a suonare in Vaticano in un concerto celebrativo della riconciliazione tra Chiesa cattolica e religione ebraica. Il concerto venne però diretto dallo statunitense Gilbert Levine, noto per le sue ottime relazioni con il Vaticano sotto il pontificato di Papa Giovanni Paolo II, e anche la trasmissione in diretta del Concerto papale per la commemorazione dell'Olocausto. Albrecht pose il veto all'accettazione, apparentemente perché l'orchestra era troppo impegnata, anche se altre congetture sulla vera ragione del rifiuto erano che il Vaticano non lo aveva invitato.
Il Presidente ceco Václav Havel fu coinvolto, e secondo Albrecht le sue decisioni danneggiavano l'orchestra. La situazione peggiorò a seguito delle interviste che Albrecht rese alla stampa nelle quali si considerava vittima di razzismo e di sentimento antitedesco essendo considerato come capro espiatorio di tutti i misfatti tedeschi del passato. Egli affermò anche che il suo telefono era stato messo sotto controllo. Havel si vendicò sui media per le sue affermazioni. Albrecht e Bělohlávek collaborarono per il concerto del centesimo anniversario dell'orchestra dirigendo ciascuno metà dello stesso, il 4 gennaio del 1996, ma Havel era assente e i membri dell'orchestra mostrarono la loro solidarietà al loro direttore al momento dell'applauso. Albrecht si dimise un mese dopo, affermando che la sua autorità musicale era stata minata.
Con la Filarmonica Ceca Albrecht diresse la prima registrazione dell'opera Dimitrij di Dvořák.
Nel 1995 dirige Osud di Leoš Janáček al Teatro Nazionale di Praga ed all'Hamburgische Staatsoper la prima assoluta di Historia von D. Johann Fausten di Alfred Schnittke e nel 1996 di Der König Kandaules di Alexander von Zemlinsky.

### Altre direzioni
Dal 2000 al 2004 fu direttore principale della Danish National Symphony Orchestra, con la quale fece delle registrazioni per conto dell'etichetta Chandos.  Nel 2003, generò scalpore quando durante un concerto protestò dal podio contro l'invasione dell'Iraq da parte degli Stati Uniti.
Successivamente si scusò per l'incidente.
Sempre a Salisburgo nel 2003 dirige la Dänisches Nationalorchester in un concerto con musiche di Alexander Skrjabin, nel 2004 il Requiem di Antonín Dvořák con Piotr Beczała e l'Orchestra Filarmonica Ceca e nel 2006 Goko no Eiko di Henze con l'Orchestra sinfonica nazionale della RAI.
In Giappone fu direttore principale dell'Orchestra Sinfonica Giapponese Yomiuri di Tokyo dal 1998 al 2007 e successivamente fu direttore emerito.

## Discografia
- Jacqueline du Pré plays Schumann Cello Concerto - Bonus Digital Booklet Version (1963) - EP - Jacqueline du Pré/Radio-Symphonie-Orchester Berlin/Gerd Albrecht, Ludger Boeckenhoff Audite
- Brahms: Triumphlied, Ave Maria, Schicksalslied & Nanie - Bo Skovhus/Danish National Symphony Orchestra/Gerd Albrecht, 2004 Chandos
- Brahms: Gesang Der Parzen, Rhapsodie & Rinaldo - Danish National Choir & Symphony Orchestra/Gerd Albrecht, 2004 Chandos
- Reimann: Lear - Bayerisches Staatsopernorchester/Gerd Albrecht/Dietrich Fischer-Dieskau/Helga Dernesch, 2000 Deutsche Grammophon
- Wagner: Overtures and Preludes - Danish National Radio Symphony Orchestra/Gerd Albrecht, 2000 Chandos